# Reveň
Reveň (Rheum) je rod asi 60 vytrvalých bylin z čeledi rdesnovité. Mnohé se používají v potravinářství, jako léčivé rostliny nebo se pěstují pro okrasu. Nejznámějším produktem je zelenina rebarbora, což jsou mladé řapíky některých revení.

## Využití

### Kontraindikace
Léčba reveňovým oddenkem je kontraindikována pro těhotné a kojící ženy a též pro děti do 10 let. Reveň je také kontraindikována u oxalátové urolithiázy neboť obsahem šťavelanů přispívá k tvorbě oxalátových kaménků. Totéž se týká konzumace potravin z reveně, jelikož lodyha a řapík jsou též bohaté na šťavelany.